# Terni (tỉnh)
Tỉnh Terni (Tiếng Ý: Provincia di Terni) là tỉnh nhỏ hơn trong hai tỉnh ở vùng Umbria của Ý, chiếm 1/3 diện tích và dân số của vùng này. Tỉnh lỵ là thành phố Terni. Tỉnh này được thành lập năm 1927 từ tỉnh Umbria. Các thành phố trong tỉnh này gồm Narni, Orvieto, và Amelia.
Tỉnh Terni có diện tích 2.22 km², tổng dân số là 219.783 người năm 2001. Có 33 đô thị (tiếng Ý:comuni) ở trong tỉnh này  Lưu trữ ngày 7 tháng 8 năm 2007 tại Wayback Machine, xem các đô thị của tỉnh Terni.
Tại thời điểm tháng 6 năm 2006, các đô thị chính xếp theo dân số là:
| Đô thị          | Dân số  |
| --------------- | ------- |
| Terni           | 109.357 |
| Orvieto         | 20.870  |
| Narni           | 20.250  |
| Amelia          | 11.658  |
| Montecastrilli  | 4.905   |
| Acquasparta     | 4.886   |
| Stroncone       | 4.712   |
| San Gemini      | 4.604   |
| Castel Viscardo | 3.083   |